# 713e Régiment des communications
 (mai 2020).
 (mai 2020).
Si vous disposez d'ouvrages ou d'articles de référence ou si vous connaissez des sites web de qualité traitant du thème abordé ici, merci de compléter l'article en donnant les références utiles à sa vérifiabilité et en les liant à la section « Notes et références ».
 (mai 2020).
- Si vous ne connaissez pas le sujet, laissez ce bandeau (vous pouvez alors contacter les auteurs).
- Si vous supprimez le contenu mis en cause (vous pouvez préalablement contacter les auteurs),

argumentez précisément cette suppression dans la page de discussion
(un manque de référence n'est pas un argument ; une recherche réelle de référence doit avoir été effectuée, être formellement documentée).
 (août 2009).
 (janvier 2015).

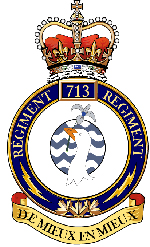
Logo du

Le 713e Régiment des communications est une unité de la réserve des Forces canadiennes située à Beauport au Québec. 
Cette unité est spécialisée dans les différents moyens de communications en soutien aux opérations de combat.

## Équipement
Le 713e Régiment des communications emploie de l'équipement de haute technologie tels que des écrans tactiles, des stations terrestres pour satellite, de la fibre optique et des ordinateurs tactiques, sans oublier des radio numériques de type VHF.

## Organisation et composition
Il est spécialisé en plusieurs pôles :
- Communications stratégiques et tactiques,
- Systèmes phoniques,
- Systèmes électroniques,
- Systèmes informatiques,
- Télécommunications.

Le Régiment se compose d'officiers de transmission, d'opérateurs des transmissions, de poseurs de lignes, de techniciens en approvisionnement, de commis de soutien à la gestion des ressources et de technicien en véhicules.

## Mission
Le 713e Régiment des communications a pour mission de fournir des services de technologies de l'information en appui aux opérations nationales. Des membres volontaires prêtent main-forte aux membres de la Force régulière pour contribuer au succès des opérations.
Il doit fournir des troupes polyvalentes et efficaces, à l’aide des services de communication et de numérisation, à la 35e Groupe-brigade du Canada ainsi qu’aux opérations domestiques et internationales.

## Localisation
Il est situé à Beauport, et dispose un centre de formation dans la même ville.

## Unités affiliées
Formation
- Le 71e Groupe des Communications

Unité de la formation
- Le 712e Escadron des communications
- Le 714e Escadron des Communications

Support
- L'Escadron 630 Rotary Beauport

## Historique

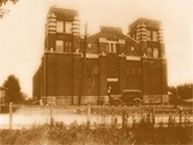

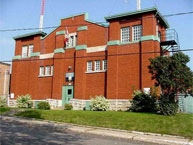

### 1920 à 1929
Une réorganisation de la Réserve (Non-permanent active militia) est mise en branle[style à revoir] en 1920. L’ordre GO 56/1920 ordonne, le 15 avril, qu’une unité des communications soit créée à Québec : la no 5 Signal Company. Sous l'autorité du lieutenant-colonel Elroy Forde, la réorganisation des communications verra ainsi la création de 11 unités des signaux.
Selon l’ordre du 1er novembre 1921 (GO 264/1921), la no 5 Signal Company est organisée avec ses effectifs, le 1er septembre 1921. Afin d'assurer le commandement, le Lieutenant Émile Jolin, un ancien membre des Voltigeurs de Québec, est alors promu au grade de major, avec le capitaine R. Croteau comme adjoint.
Le 3 juin 1922, le major-général J. H. MacBrien, Chief of General staff, écrit : « C'est avec fierté et émotion que je constate la présence du 5th Canadian Signal Company en exercice pour la première fois de son histoire. Je me dois d'adresser mes plus sincères félicitations non seulement à l'officier commandant mais aussi aux membres de tous grades pour leur progression vers l'efficacité et pour l'admirable esprit démontré par l'unité »[réf. nécessaire].
Le 17 septembre, faisant référence à la guerre anglo-turque, le major Jolin écrit : « L'unité est offerte pour servir dans la présente guerre à l'appel des quartiers généraux. Que cette unité soit prête à faire du devoir en tant qu'unité de signaleurs et aux conditions déjà présentées »[réf. nécessaire].
L’ordre GO 167/1922 (1er octobre) confère à l’unité une deuxième compagnie (no 20 Signal Company), ce qui change le statut de l’unité qui devient le 5th Signal Battalion dont le commandant est le Lieutenant-colonel J. Brodie, qui commandait alors le Régiment de Québec. Le Major J.E.H Jolin reste responsable de la no 5 Signal Company mais aucun officier n’est responsable de la no 20 Signal Company qui n’existe que sur papier. La No.4 Signal Troop est quant à elle attachée au Battalion (bataillon) mais n’a aucun effectif. La seconde réserve (réserve du bataillon) compte, entre autres, le Major Mc Craken.
Le 9 février 1922, l'unité reçoit une lettre du lieutenant-colonel Forde félicitant l'officier commandant et les officiers pour le travail accompli par la compagnie : « Je suis excessivement ravi de voir le progrès qui a été fait par le 5th Batallion depuis son organisation et je souhaite à l'unité beaucoup de succès »[réf. nécessaire].
Le bataillon continue de s’organiser et intensifie son entraînement. Le lieutenant-colonel J. Brodie est toujours à la tête du bataillon avec le major Fages comme adjoint. Ses deux compagnies grossissent et s’organisent ainsi que la troupe attachée. Le commandant de la no 5 Signal Company est encore le major Jolin et le commandant de la no 20 Signal Company est le Major J. Roddick. La no 4 Signal Troop est dirigée par le lieutenant J.P.Y. Gosselin.
En 1925, la no 4 Signal Troop a un capitaine à sa tête, le Capitaine J.T. Lamontagne, qui prend comme adjoint le lieutenant Gosselin. Le reste du régiment continue à gonfler ses effectifs. Selon le GO 11/1925, le bataillon et la 20 Signal Company sont complètement organisés.
Le Liuetenant-colonel Brodie cède le commandement au Major Fages au mois d’août 1926, l'unité est alors dirigée par un officier des communications.
À la tête du bataillon, le major Fages est en attente en 1927 de sa promotion au grade de lieutenant-colonel. Dans ses troupes, le Major J.T. Lamontagne, venant de la no 4 Troop, dirige la 5 Signal Company. La 20 Signal Company est dirigée par le Major Roland Croteau alors que le lieutenant J.L.W. Carbonneau est promu au grade de capitaine pour diriger la no 4 Signal Troop.
Le Lieutenant-colonel Fages dirige le bataillon avec son état-major en 1928. La no 5 Signal Company compte trois des quatre capitaines (l’autre étant capitaine adjudant) mais aucun major alors que la no 20 Signal Company en comporte deux, le Major J.E.W. Beaumont, qui la dirige, et le Major G.L. Wiggs qui travaille aussi comme officier radio (Wireless officer) au sein du 5th Batallion. La 4 Signal Troop ne comporte que deux lieutenants comme officiers, le lieutenant Carbonneau, qui la dirige, et le Lieutenant J.L. St-Onge, qui revient d'une mission.
L’unité change de nom en 1929 et devient 5th Signal Battalion à 5th Divisional Signals. Le commandant est le lieutenant-colonel Fages. L’unité comporte maintenant trois compagnies mais elles ne sont plus distinctes. La 4th Signal Troop ne comporte aucun officier.

### 1930 à 1938
D'importantes restrictions budgétaires affectent l'armée canadienne en 1930 mais le secteur des communications est moins touché que les autres métiers, étant le seul à afficher le seuil de la rentabilité. En effet, les moyens de communication militaire et les centres de messages peuvent continuer leurs activités avec un minimum de coupures pour cette raison.
Changement de commandant, le 18 août 1931, alors que le major R. Croteau prend les commandes de la division. Le lieutenant-colonel Fages, quant à lui, se joint à la Seconde réserve afin de servir en cas de guerre et aider à l’instruction en compagnie de plusieurs autres membres désormais à la retraite. La no 4 Signal Troop a de nouveau deux officiers (sous-lieutenants) pour la diriger.
Toujours sous le règne du major Croteau devenu lieutenant-colonel en novembre 1932, la 5th Divisional Signal ne change rien à la structure globale. Le Sous-lieutenant E. Boilly est promu au grade de lieutenant et dirige la 4th Signal Troop.
L'unité se réorganise de nouveau en 1936. À partir du 1er avril 1936, le commandement est maintenant assuré par le major J.E.W. Beaumont. La région de Québec est maintenant appelée Military district no 5 selon le GO 54/1936. L'unité est désignée en tant que No. 5 Composite Company et comporte une troupe de cavalerie attachée, la C Troop Cavalry Divisional Signals. Les unités des signaux ont commencé à s'entraîner avec les chevaux mis à la disposition des militaires par les fermiers avoisinants. Les radios sans fil sont montées sur les chevaux et l'unité intègre ce nouveau moyen de communication.
Le Major Beaumont est rapidement promu au grade de lieutenant-colonel en 1937. La no 5 Composite Company gardera cette appellation avant d'être rebaptisée la no 5 District Signal. La C Troop Cavalry Signal conserve son appellation et est toujours rattachée à l'unité.
En 1938, la crise économique tire à sa fin mais la tension d'avant-guerre est palpable.

### Seconde Guerre mondiale
Au mois de février 1939, l'unité accueille son premier lieutenant-colonel honoraire, le Capitaine à la retraite R.W.C. Morton.
Le 24 août 1939 le Conseil des ministres du premier ministre MacKenzie King prend connaissance du pacte de non-agression signé par les Allemands et les Soviétiques. Il est convenu que « le Canada participerait » à un conflit généralisé touchant la Grande-Bretagne, bien que ce soit le Parlement qui décide de la nature précise de l’engagement du Canada.
Le 26 août 1939, l’ordonnance générale 124 annonce la « Phase de prévention du Plan de défense ». L’Ordonnance demande 10 000 soldats volontaires pour la garde de points vulnérables et la défense côtière. Les unités de transmissions de la MANP appelées sont les compagnies de transmission de forteresses 4, 5, 6, 9, 10 et 11 ainsi que des équipes du 4e service des transmissions divisionnaires et des services de transmissions des districts 5, 6 et 11.
Le 1er septembre 1939, le 1er Groupe canadien de transmissions divisionnaires se forme à Barriefield et part plus tard pour le service outre-mer sous le commandement du Lieutenant-colonel J.E. Genet, MC. Le service des transmissions du 1er Corps d’armée canadien et quatre autres services de transmissions divisionnaires sont formés plus tard à cet endroit à mesure que progresse la mobilisation. En Angleterre, par la suite, sont formés une unité de dépôt des transmissions, le service des transmissions du 2e Corps d’armée canadien, le service des transmissions de la 1re Armée canadienne, les services de transmissions du 1er service canadien de poseurs de lignes et un certain nombre d’autres unités, qui ont toutes joué des rôles importants dans les campagnes européennes.
Toujours le 1er septembre, selon l'ordre G.O. 135/1939, le no 5 District Signals est appelé à servir avec la Force régulière, appelée autrefois « Force permanente » et le reste du Military District no 5 et à se préparer en vue de la Seconde Guerre mondiale qui sera déclarée officiellement deux jours plus tard. Plusieurs soldats de transmissions suivront leur formation spécialisée à Camp Borden, en Ontario.
Le corps de transmissions compte alors de 800 à 1 000 soldats affectés au commandement et les lignes de communication entre l’état-major de la division, l’état-major du corps et l’état-major de l’armée. Par la suite, le corps sera divisé entre quatre escadrons répartis selon les besoins suivants :
- Escadron no 1 : groupe des communications de l’état-major de la division
- Escadron no 2 : section des transmissions de l’artillerie
- Escadron no 3 : brigades blindées, les chars d’assaut, etc.
- Escadron no 4 : divisé entre deux troupes de blindés

Le 6 septembre 1939, se rendant à l’évidence de l’insuffisance des installations, le gouvernement abandonne son plan initial et décide que les concentrations par armes des Forces mobilisées sont impossibles. Seul le service des transmissions, avec sa nouvelle école à Kingston, fait sa mobilisation en un seul endroit.
Le 7 septembre 1939, le Colonel P. Earnshaw remet à la 1re Division les couleurs des transmissions qui ont traversé l’océan avec la 1re division en octobre 1914. Le 10 septembre 1939, avec l’approbation du gouvernement du Canada, le roi George VI proclame l’état de guerre entre le Canada et le Reich allemand.
Les spécialistes des communications auront alors un rôle crucial, ce qui se comprend étant donné que par leur équipement que se feront les échanges d'informations et de commandes de matériel, Ainsi, l'état-major aura accès en temps réel aux observations des postes avancés et des troupes actives sur le terrain, ce qui lui permettra d'adapter son approche stratégique.
Le 16 septembre 1939, le gouvernement du Canada décide d’envoyer une force outre-mer. Au départ, il s’agit d’une division symbolique qui est par la suite suivie d’une deuxième division, d’un quartier général de corps d’armée et de troupes de corps d’armée à mesure que l’équipement devient disponible.
En 1939, l’effectif de temps de paix de la Branche des transmissions de la Force aérienne s’est accru et compte six officiers et 75 hommes. Pendant la Seconde Guerre mondiale, cet effectif passe à plus de 20 000 personnes affectées aux transmissions de l’ARC qui exploitent l’équipement de télécommunications, les appareils radio (y compris les appareils embarqués), le radar et l’équipement d’aide à la navigation à l’étranger et au Canada, et qui ont la charge de quatre écoles de TSF au Canada. En septembre 1939, le CRCT forme le Groupe de TSF spéciale, ou le « Y work » comme on le connaissait en anglais, pour l’interception des communications radio de l’ennemi. En 1939, la station de TSF spéciale no 1 s’ouvre à Leitrim, près d’Ottawa. On assiste à la naissance de la guerre électronique stratégique canadienne de la Seconde Guerre mondiale, l’effort Signals intelligence in modern history (en) du Canada.
En 1939 la Section des transmissions de la 2e Escadre de l’ARC, CRCT, est formée et doit fournir l’appui aux aérodromes de l’ARC en Angleterre. En mai 1941, cette unité travaille à Uxbridge où elle exploite les télécommunications avec tous les principaux aérodromes du sud de l’Angleterre. En 1942, le personnel revient au premier Corps d’armée canadien et l’unité est dissoute. L'apport de cette unité, comme les autres de même nature, est la preuve de la fréquente intégration des télécommunications de l’ARC et des transmissions de l’Armée, ainsi que de la collaboration entre les éléments qui est courante avant l’intégration officielle en 1968.
En novembre 1939, les unités qui doivent servir outre-mer et qui sont concentrées à Barriefield comprennent les services de transmissions de la 1re et de la 2e Division, le service des transmissions du 1er Corps d’armée, le service des transmissions de la 1re Brigade de défense anti-aérienne, la section de construction no 1 et la 3e section de TSF des poseurs de lignes des transmissions.
Le 24 novembre 1939, le détachement précurseur du 1er Service de transmissions divisionnaires quitte le Canada sur le Duchess of York. Le détachement principal suit sur l’Aquitania deux semaines plus tard.
En janvier 1940, des détachements précurseurs, composés de 393 militaires que l’on désigne comme équipes des transmissions du 1er Corps d’armée canadien, quittent le Canada à destination de l’Europe. Le détachement comprend la section de poseurs de lignes no 1, la section de poseurs de lignes no 2, la section des opérations no 1, la section de TSF no 1, la section d’estafettes no 1, la section d’entretien des lignes no 1, la section des transmissions no 8 du Régiment d’artillerie de campagne de l’Armée, la section no 11 des transmissions du Régiment d’artillerie de campagne de l'Armée, la section no 1 des transmissions du Régiment moyen, la section no 1 des transmissions de brigade et le commissaire. Dès son arrivée en Angleterre, le groupe précurseur est attaché comme 3e Compagnie du 1er  Groupe de transmissions divisionnaires.
À l’aube, le 14 juin 1940, la 1re Brigade (canadienne), avec la section J, le 1er Groupe de transmissions divisionnaires, débarque à Brest comme avant-garde d’une tentative visant le renforcement du front allié qui s’effondre en France. En juin 1940, la 1re Unité canadienne de renfort des transmissions devient une compagnie de l’Unité de dépôt général canadien en Angleterre. Il s’agit du dépôt qui reçoit les renforts arrivant du Canada. En septembre 1940, elle devient une unité indépendante dont les opérations sont, au départ, menées au Casernement Tournay. Avec la croissance que connaît l’unité, les casernes Delville et Morval s’ajoutent au tableau d’effectifs et de dotation.
Le 27 août 1940, 20 officiers et 402 hommes du service des transmissions du 1er  Corps d’armée canadien, avec 21 officiers et 457 hommes du 2e Groupe de transmissions divisionnaires, quittent le Canada à destination de l’Angleterre sur l’AE-64, le Scythia. Huit jours plus tard, ils arrivent en Angleterre. En septembre 1940, la section des transmissions de brigade qui a été détachée pour se joindre à la Force « Z » (occupation de l’Islande) retourne au pays ; La 2e Section des transmissions de la DCA légère arrive du Canada
Le 14 novembre 1940, l’Allemagne exécute un raid de bombardements terrifiants sur Coventry, en Angleterre. Les Britanniques se doutent de la préparation une attaque grâce à la machine de décodage Ultra secrète qui leur permet de déchiffrer les messages codés des Allemands. On décide alors qu’il est plus important de conserver le secret entourant la machine Ultra que d’épargner Coventry. À la décharge des Britanniques, ils considèrent toutefois qu’ils ne laissent pas Coventry complètement sans protection puisqu’ils ont « un atout en réserve » qui désorientera les bombardiers ennemis. Ils se fient à un brouilleur radar nommé Bromide servant à brouiller les radars X-Gerat utilisés par les bombardiers allemands. Malheureusement, et au grand malheur de Coventry, le Bromide accusera des problèmes de fonctionnement.
En décembre 1940, la 1re unité de guerre électronique en campagne du CRCT, « la 1re Section de T.S.F. spéciale du Canada, type B », est formée pour l’appui au 1er Corps d’armée canadien. Les unités canadiennes de guerre électronique travaillent au Canada, en Europe et en Australie. À la fin de 1940, trois officiers des transmissions de l’ARC sont envoyés au Royaume-Uni pour y recevoir une formation complète sur tous les aspects du radar. Ils reviennent au Canada en mai 1941 où ils contribuent à organiser l’instruction de Canadiens sur le radar, à Clinton.
Pendant la Seconde Guerre mondiale, des femmes sont enrôlées dans l’armée pour permettre aux hommes d’aller au combat. Le Service féminin de l’Armée canadienne possède un gros élément du service des transmissions qui est entièrement intégré au CRCT. L’ARC et la Marine royale du Canada emploient aussi des femmes en uniforme pour des tâches de transmissions. Des femmes du Women's Royal Canadian Naval Service (en) occupent de nombreuses stations de radiogoniométrie haute fréquence de la Marine.
En 1941, de nombreux signaleurs qui suivaient l’instruction en Angleterre ont appris à leurs dépens qu'en plus des matières militaires et de l’entraînement au tir d’armes légères qui sont exigées de toutes les troupes, pour les transmissions, le fait de ne pas avoir un crayon, d’écrire illisiblement, de transmettre incorrectement, de dépasser les limites de temps pour l’envoi d’un message ou l’omission d’un manquement à la sécurité ont été ajoutés à la liste des infractions punissables par voie d'accusation.
En janvier 1941, la 1re Unité de radiolocalisation canadienne est formée. Son rôle consiste à utiliser le radar de concert avec les installations de défense contre les avions. L’unité fournit le personnel des stations radar de la côte sud de l’Angleterre jusqu’à ce qu’elle soit dissoute, au début de 1943. Cependant, le radar de surveillance aérienne est, en général, placé sous la responsabilité de l’Artillerie royale canadienne qui reçoit en cela le soutien technique des radaristes du Corps royal canadien des magasins militaires (redésigné Corps royal canadien des ingénieurs électriciens et mécaniciens en mai 1944).
En février 1941, on autorise la formation du Service des transmissions de la Brigade de chars de l’armée, au Canada.
En juillet 1941, le Service des transmissions de la 1re Brigade de chars de l’Armée se rend en Angleterre.
Le 27 août 1941, la 31e École de radio de la Royal Air Force ouvre ses portes à Clinton (trois semaines après l’arrivée du premier contingent de personnel de l’Angleterre). Le personnel comprend 360 militaires de la Royal Air Force ainsi que les trois officiers de l’ARC qui ont reçu leur instruction en Angleterre l’année précédente. À la fin de la guerre, 2 345 Américains et 6 500 Canadiens sont diplômés de Clinton.
En novembre 1941, le service de transmissions de la 1re Brigade canadienne de défense contre les avions, du CRCT, arrive en Angleterre. L’unité est basée à Colchester. Cinq mois plus tard, elle est affectée à la défense de l’Angleterre. L’unité est dissoute en avril 1943 et le personnel transféré au 16e Service des transmissions de la salle des opérations anti-aériennes du Canada, qui sera par la suite la seule unité des transmissions canadiennes à se rendre en Normandie en 1944 dans un rôle de défense contre les avions.
Le 7 décembre 1941, le Canada déclare la guerre au Japon après l’attaque surprise des Japonais contre les forces américaines à Pearl Harbour. Il est le premier pays allié à le faire.
Du personnel francophone pour les transmissions est recruté en 1942 afin qu’il travaille avec la résistance en France occupée. Des 28 Canadiens qui participent à ces opérations clandestines, sept sont tués ou sont portés disparus dans l’exécution de leurs tâches. Selon L'ordre G.O 440/1942, la formation dont fait partie le HQ 3 Squadron change de nom, abandonnant le nom de 4th Divisionnal Signals pour le 4th Canadian Divisionnal Signals
Le 6 avril 1942, le quartier général de la 1re Armée canadienne voit le jour à Headley Court (en), en Angleterre. Le colonel J.E. Genet est promu brigadier et devient officier en chef des transmissions.
Le Canada tient un référendum le 27 avril 1942, sur la conscription pour la défense territoriale qui trouve un appui favorable dans toutes les provinces sauf au Québec.
Le 19 août 1942 c'est l'opération Jubilée. Les appareils TSF no 19 sont installés sur le HMS Calpe (major-général Roberts, commandant de la 2e Division canadienne) et sur le HMS Fernie (quartier général de relève, brigadier C.C. Mann). L’attaque débute à 5 h 05, le 19 août 1942. Elle se termine par un désastre. Des quelque 5 000 participants, 3 350 ont été tués, blessés ou fait prisonniers. Le CRCT perd 36 hommes (22 des deux sections de transmissions de brigade) des six officiers et 72 hommes qui participent à l’opération. Des lacunes importantes au niveau des communications a été un facteur déterminant dans l’échec du raid.
Le Service des transmissions de la 2e Brigade blindée de l’Armée est amené en Angleterre en juillet 1943. Pendant un court moment, le personnel de cette unité est détaché en vue de la formation du service des transmissions de la 3e Brigade blindée de l’Armée. Cependant, après plusieurs mois, la 3e Brigade est dissoute.
Le 3 septembre 1943, la 1re Division canadienne débarque à Reggio de Calabre, en Italie. La 1re Brigade blindée canadienne est aussi employée en Italie. Les communications sont étendues, certaines liaisons radio divisionnaires se prolongeant jusqu’à 220 milles. Comme il y a 1 000 appareils radio en utilisation par les Canadiens, on forme une section de sécurité de la TSF afin d’assurer la sécurité et l’ordre. De nombreux témoignages de vétérans font état de l'importance accrue du rôle des communications durant cet épisode de la guerre.
En 1944, la 1re Unité de transmissions d’appui aérien est constituée à partir du personnel qui a eu, auparavant, des rôles air-sol-air dans le service des transmissions du premier Corps canadien. Au cours de l’opération Veritable, en février 1945, l’unité participe, en jouant un rôle important, à la coordination des frappes aériennes sur des objectifs terrestres qui bloquent l’avance de l’armée.
Les opérateurs « Cano Code[Quoi ?] » arrivent à la station de radio de Massett (en) pour entrer dans leurs « fonctions secrètes » (qui comprennent l’interception des communications radio japonaises). Les préposés aux transmissions du Japon, qui travaillent dans une langue qui ne se prête pas facilement à l’utilisation du code morse, utilisent un système phonétique appelé Katakana qui comporte quelque 71 symboles morses par rapport aux 26 lettres de l'alphabet nord-américain. Les messages sont envoyés en clair ou chiffrés et souvent des groupes de lettres ou des abréviations standard remplacent les noms communs. Le recours au texte en clair, ou encore aux mêmes codes ou à des codes similaires pendant plus de six mois facilite souvent le « décryptage » des messages. La transmission à 40 ou 50 mots par minute, par contre, était pratique courante chez les opérateurs japonais, ce qui causait à l’occasion des dilemmes aux opérateurs qui interceptaient les messages mais qui ne pouvaient pas demander de répéter.
En avril 1944, l’École d’instruction spéciale 103, la Camp X (en), cesse ses opérations. Hydra, la station radio, continue de fonctionner à cet endroit. Le 1er mai 1944, le Centre de recherche et de développement du Service canadien des transmissions, une formation découlant du service d’essais et d’inspection des transmissions, est formé et occupe un nouvel immeuble dans la bâtisse auxiliaire du Conseil national de recherches du Canada, près d’Ottawa.
Le 27 mai 1944, le sigle anglais « CTRC » (du Corps royal canadien des transmissions) est remplacé par « RCSIGS ». Bien que le « RCSIGS » ait été autorisé et utilisé pendant un certain temps avant la Seconde Guerre mondiale, ce changement est reçu froidement par de nombreux membres du Corps pendant la guerre. Le RCSIGS est porté sur les insignes de formation d’uniforme pendant la guerre et les insignes d’épaule en laiton aux lettres du CRCT se portent jusqu’au milieu des années 1950, avant que les insignes du RCSIGS ne soient disponibles.
L’histoire militaire canadienne a souvent passé sous silence la contribution du service des poseurs de lignes de communication no 1 des transmissions qui fournissait les communications par estafettes, par télégraphe et par téléphone entre le Commandement suprême du Corps expéditionnaire allié et les armées en campagne. Détournés de leurs tâches en Angleterre, les éléments commencent à se déployer en juin 1944 et, en juillet 1944, ils se retrouvent en France où ils fournissent les communications sur le théâtre au sein du 21e Groupe d’armées et ont même une section de chiffrement et de TSF à grande puissance attaché à la 3e Armée des États-Unis du général Patton.
Le 1er septembre 1944, la 2e Division canadienne, celle-là même qui a organisé le raid de 1942, libère Dieppe. L’Ordonnance générale 406 change le titre du Régiment de transmissions de la 1re Division d’infanterie du Canada qui devient le premier Groupe canadien de transmissions divisionnaires.
Le 30 septembre 1944, la 3e Division canadienne met le point final à sa prise de Calais. Le drapeau allemand qui a flotté sur la citadelle de Calais est saisi par le personnel du service des transmissions de la 3e Division. Aujourd’hui, ce drapeau est exposé au Musée des communications et d’électronique de Kingston.
Le 1er Groupe de TSF spéciale du CRCT quitte Victoria le 13 janvier 1945, à destination de l’Australie, pour arriver à Brisbane le 16 février. À ce moment, les Australiens sont les experts reconnus du renseignement des transmissions (SIGINT) dans le secteur sud-ouest du Pacifique. Après un entraînement initial avec le premier groupe australien de TSF spéciale, les 13 officiers et 277 militaires du rang de l’Unité canadienne de guerre électronique se lancent dans leurs tâches opérationnelles tournées contre les Japonais à partir de Darwin, le 13 avril. Ils sont en opérations soutenues jusqu’à la fin de la guerre. Le 5 février 1946, ils quittent l’Australie et arrivent au Canada trois semaines plus tard, le 26 février 1946.
Le 3 mars 1945, le lieutenant Bernard Lafleur, officier des transmissions des Fusiliers du Mont Royal, se mérite la croix militaire pour ses actions qui permettent de rétablir les communications avec la compagnie du bataillon dont les communications ont été détruites pendant une attaque dans la forêt de la Hochwald. Au début de 1945, les pertes subies par le Canada depuis le Jour J et le manque de renforts constitués de volontaires forcent une décision relativement aux renforts canadiens. Le gouvernement canadien décide finalement d’engager les troupes constituées à la conscription à des fins de défense territoriale à entrer en action en Europe. Des 158 043 soldats conscrits pour la défense territoriale, 16 000 ont été désignés pour le service outre-mer, mais seulement 3 500 s’y rendent vraiment, certains arrivant après la reddition de l’Allemagne.
Le 28 avril 1945, Adolf Hitler se suicide à Berlin qui s’est rendue. L’amiral Dönitz est désigné nouveau führer du Reich allemand en pleine désintégration.
Une liaison téléphonique est établie le 2 mai 1945, entre les forces ennemies canadiennes et allemandes en vue de la coordination des activités de secours et de reddition en Hollande. La reddition étant imminente, les combats s’arrêtent pratiquement et les Forces canadiennes et allemandes s’affairent ensemble contrer les effets de la famine qui touche sévèrement la population civile hollandaise. Les convois de vivres militaires canadiens peuvent facilement traverser les lignes de défense allemandes pour livrer l’aide humanitaire à l’arrière des lignes pendant que les avions parachutent des ravitaillements et que les navires font route vers les ports hollandais pour décharger leurs marchandises.
Le 21 juin 1945, la Compagnie de transmissions hollandaise du Service royal canadien des transmissions est dissoute.
Le 15 août 1945, après le largage de bombes atomiques sur Hiroshima (le 6 août) et sur Nagasaki (le 8 août), le Japon se rend sans condition. La Seconde Guerre mondiale prend fin le 2 septembre 1945.
Le 9 septembre 1945, à la fin de la guerre, le RCSIGS voit 24 officiers et 359 hommes de ses troupes qui ont donné leur vie pour leur pays. L’ensemble des pertes canadiennes se monte à 102 954, dont 37 905 morts.

### 1946 à 1950
Au printemps 1946, la 3e Division canadienne (Armée d’occupation canadienne) revient au Canada. Ce sont les dernières troupes à revenir d’Europe. Selon l'ordre G.O. 248/1946, le 4th Division Signals, dont l'unité fait partie sous le nom de HQ 3 Squadron F, modifie son nom pour le 4th Infantry Division Signal Regiment.

### 1950 à 1970
Selon le Canadian Army Orders 10-3/1950, le 2 mars 1950, le 3 Sqn de la 4th Infantry Divisionnal Signal Regiment est abandonné. On assiste alors à la création d’une nouvelle unité, le 3 mars 1950, qui sera connue sous le nom de 3rd Independant Signal Squadron et sera basée au 17 rue St-Louis. L'officier commandant, le Major J.L.V.A Paradis, fait mention que l'équipement radio de l'unité est en bonne condition, mais en quantité insuffisante pour entraîner les signaleurs de façon efficace. 95 % des membres de l'unité participent activement aux parades et aux exercices.
À l'escadron de Beauport, le personnel spécialisé est assigné en 1951 à des tâches externes en matière d'instruction, ce qui ralentit sensiblement le rendement de l'unité qui ressent les effets de leur absence. En décembre, une journée portes ouvertes est organisée afin d'exhiber au grand public l'équipement à la disposition de l'unité.
Le Major G.A. Verge prend le commandement de l'unité en 1953. L'année est marquée par la tenue d'un exercice imposant où le public est invité à regarder les militaires de l'unité en pleine action. Certains membres de l'unité prennent part à l'opération Fort Normand qui se déroule à Camsell River (de), dans le grand Nord.
Quinze membres de l'unité, dont un officier et 14 membres du rang, prennent part à un exercice à Borden en 1955. L'unité comporte alors 48 membres dont 21 qui prennent part à la parade du jour du Souvenir. Le major Verge partage la direction avec le capitaine J. Pleau qui agit à titre de commandant-adjoint et capitaine-adjudant.
L'unité célèbre en 1956 la mémoire des soldats morts au combat lors du jour du Souvenir par le biais d'une parade à laquelle 15 membres de l'unité participent. Cet événement était une première pour l'unité qui perpétuera la tenue de cette commémoration dans les années futures.
Le nombre d'officiers et de sous-officiers a diminué légèrement en 1957 tandis que 15 recrues s'ajoutent à la formation. Le commandant-adjoint est remplacé par le capitaine M. Letarte.
Le commandement est remis en 1958 aux mains du major D.M. Bryant et l'unité déménage au manège Grande-Allée. Le 13 mars, le Militia Group Inspection se pointe au manège afin d'y inspecter les troupes.
L'effectif de l'unité atteint 70 membres en 1960 et en 1961, le Major P.E. Duclos prend le contrôle de l'unité avec le Capitaine P.G. Dorion comme adjoint. L'exercice du nom de Militia Summercamp se déroule en juin.
Le major Pierre G. Dorion assume en 1963 le commandement avec, comme adjoint, le capitaine Clément Gamache. La parade de changement de commandant se déroule le 15 décembre. En 1964, l'unité comporte 83 membres dont 12 officiers.
Le capitaine Y. Pelletier se retrouve à la tête de l'unité le 14 décembre 1967. Le départ de 37 membres qualifiés, compensé par l'arrivée de seulement 15 recrues, place l'unité dans un certain déséquilibre.
La campagne de recrutement de l'année 1968 est fructueuse avec l'enrôlement de 85 nouvelles recrues qui se joignent à l'escadron. Par contre, 31 membres ont quitté les Forces canadiennes.

### 1970 à 1977
L'unité délaisse le nom de 3rd Independant Signal Squadron pour adopter le nom du 713 (Québec) Escadron des communications et déménage au Manège militaire de Beauport en 1970. L'unité vit un changement de vocation d'importance alors qu'elle passe des communications stratégiques (se situant au niveau d'un quartier général) aux communications tactiques (se déroulant sur le terrain).
1970 est une année mémorable puis qu'elle marque l'arrivée des premières femmes qui se joignent à l'escadron au nombre de cinq.
L'année suivante, l'unité est mise en nomination pour le trophée Général Larose pour ses qualités administratives. Durant l'été, l'unité prépare ses recrues par le biais de Commentrain (diminutif pour communication et entraînement). Cette formation sera donnée annuellement et les recrues sont donc formées directement au Manège de Beauport. À la fin du cours, les recrues exposent l'ensemble de leurs nouvelles connaissances dans une exposition au public et à l'état-major de l'escadron à l'occasion d'une journée porte-ouverte.
Le major Michel Cliche assume la direction de l'escadron en 1973 et Thérèse Canuel devient la première femme à joindre l'unité en tant qu'officier.
Une trentaine de membres du régiment prêtent main-forte, en compagnie de leurs confrères de la Force régulière, au comité organisateur des Jeux olympiques en 1976. Durant plus de cinq mois, les membres seront affectés à diverses tâches dont celle d'assurer le lien entre les différentes agences appelées à collaborer avant, pendant et après l'événement.
Le programme Commentrain se fait toujours au Manège de Beauport et se termine encore une fois par une porte-ouverte où les stagiaires nouvellement formés dressent des kiosques et présentent leur métier au public.
Le régiment fournit 40 de ses membres pour assurer le service de sécurité dans le cadre du 4e Grand prix cycliste de Beauport ainsi qu’une trentaine de membres pour la sécurité du Championnat junior canadien de cyclisme, à Sillery.
Dans le but de stimuler le moral des troupes et raffermir les liens entre les membres, l’exercice Aventurier a lieu au mois de septembre et le canoë est choisi comme activité de cohésion. L’unité remporte le trophée de Général Larose prouvant sa bonne fonction administrative et termine, d'autre part, au deuxième rang au niveau national ce qui lui vaut le trophée Genest.
L'unité recçoit de nouveau en 1977 le trophée du Général Larose pour la qualité de la tenue administrative des dossiers du régiment. Plus tard dans l’année, le régiment reçoit le trophée Malloch pour les mêmes raisons, mais au niveau national. Le régiment fournit 25 membres pour assurer le service de sécurité dans le cadre du 4e Grand prix cycliste de Beauport. Il bondit par ailleurs en effectifs. Conséquemment, l'été 1977 est monopolisé par l’entraînement des recrues qui se fait au Manège militaire de Beauport. 57 stagiaires suivent donc le cours militaire de base suivi de Commentrain.
Au mois de septembre, quelques membres sont mandatés pour apporter une assistance technique à la cérémonie de commémoration du timbre J.A. Bernier qui a lieu à L'Islet-sur-Mer. Le régiment fournit des moyens de communication téléphoniques et radios. Pierre G. Dorion est nommé pour devenir le nouveau Lieutenant-colonel honoraire de l’unité. L’ancien commandant de l’unité devient donc le nouveau membre honoraire du régiment à cause de son rayonnement dans la société.

### 1978 à 2000
Grâce aux efforts du lieutenant-colonel honoraire Dorion et du futur Lieutenant-colonel honoraire, Louis Duclos (alors député fédéral), le statut de régiment est accordé en 1978 à l'unité qui s’appellera dorénavant le 713e Régiment des communications (Beauport). Le changement de statut a été réalisable notamment grâce au fait que chaque officier et membre du rang étaient qualifiés aux grades supérieurs. Ce fut une année ou les promotions ont été abondantes. Le régiment comporte maintenant trois escadrons comportant trois troupes chacun, ce qui représente le triple d'effectifs.
Le nouveau régiment aura comme devise « De mieux en mieux » pour stimuler ses membres à un effort constant visant à la progression de l'unité. Un logo régimentaire est proposé à la reine d'Angleterre où l'oie sera choisie pour représenter le régiment de Beauport. Peu après, c'est tout le groupe des communications qui sera marqué par cet emblème qui réfère aux oies du Cap Tourmente. Les qualités de l'oie : l'endurance, l'esprit de combat, l'intelligence et le sens social sont également celles que l'on recherchera chez les membres de l'unité. L'insigne fait également référence à la présence de l'eau pour symboliser l'endurance et la persévérance tout autant que la rapidité et la force. L'iris versicolore est aussi utilisé à cause de sa signification mythologique en tant que messagère des dieux.
Dans cette même année, le recrutement bat son plein pour combler les nouveaux postes disponibles. Les recrues ont maintenant la chance de suivre leur formation à la nouvelle école des communications située au Lac St-Denis, réunissant les trois unités du 71e groupe des communications.
Encore une fois, le régiment supporte le Grand prix cycliste de Beauport afin d’assurer la sécurité du trajet.
En 1978, les escadrons ont chacun leur spécialité : l’escadron A se spécialise dans le domaine des téléimprimeurs et l’escadron B en communications radio ; l’escadron C, quant à lui, regroupe les métiers de support administratif et de logistique. C’est la première année ou l’unité opère en tant que régiment.
L’unité axe ses efforts sur la formation des recrues et du personnel. Les recrues suivent leur instruction directement au Manège de Beauport avec le personnel disponible alors que les soldats vont à l’École des communications à Longue-Pointe pour recevoir l'entraînement spécifique au métier qu’ils ont choisi.
À la fin de l’été, l’unité supporte l’exercice de concentration de la Réserve, une activité majeure de niveau de brigade qui inclut les districts 1, 2 et 3, c'est-à-dire toutes les unités de réserve du SQFT. Un lien de communication radio HF est établi entre les bases de Farnham et Valcartier afin de veiller au bon fonctionnement de l’exercice et de permettre aux unités déployées d’assurer un bon commandement et contrôle dans les deux bases.
La demande d'approbation ainsi que les éléments de l’insigne régimentaire (eau, oie et iris versicolore) sont envoyés aux autorités de la chaîne de commandement en 1980. La demande gravit tous les échelons jusqu’à la Reine d’Angleterre qui appose l’approbation finale.
L’arrivée du réseau de messages automatiques Samson, qui entraîne la réduction du personnel requis pour faire fonctionner les centres de retransmission par bande, modifie graduellement la vocation du régiment. Au lieu de fournir les communications stratégiques, l’effort principal devient alors de supporter le quartier général d’une brigade. Les escadrons sont modifiés en conséquence. L’escadron A devient l'« Escadron centre de transmission » qui inclut les poseurs de lignes et le centre des messages alors que l’escadron B est appelé « Escadron radio » et contient, évidemment, les opérateurs radio. Le troisième escadron contient tous les métiers de support nécessaires au bon fonctionnement du régiment. Pour la première fois, le régiment présente les dispositions répondant à la structure opérationnelle d’un escadron de la Force régulière.
Le changement de commandant a lieu en septembre. Après sept ans de commandement, le Lieutenant-colonel Michel Cliche transmet le guide du régiment au lieutenant-colonel Claude Bernier. Par la même occasion, l’adjudant-chef William Cooper quitte le régiment après quatorze années en tant que sergent-major. Il sera remplacé par l’adjudant-chef Genest Therrien.
Le banquet de fin d’année a lieu au mois de décembre. Cette nouvelle tradition a été instaurée en 1975 par le lieutenant-colonel Cliche en l’honneur des époux et amis des membres de l'unité afin de les remercier de leur support et leur compréhension. Les membres du régiment sont souvent monopolisés en soirée et lors de plusieurs fins de semaine pour des activités militaires, ce qui impose un certain sacrifice aux familles.
L’école des communications poursuit ses activités, durant l’été, à Longue-Pointe, afin de former les soldats dans leur métier alors que les recrues sont formées au Manège à Beauport, comme ce fut le cas lors des années précédentes. L’existence de ces écoles permet de concentrer les cours durant la période estivale afin de décharger le calendrier régulier et ainsi concentrer les efforts du régiment sur les exercices durant l’année d’entraînement.
Le lieutenant Chantal Gagné est choisi comme sujet d’intérêt pour l’article d’une journaliste qui dépeint sa vie en tant que membre de la Réserve des communications et plus particulièrement du 713e régiment des communications. L’article ayant pour titre « À vos ordres, mon Lieutenant » est très flatteur pour la jeune femme en plus de présenter une réalité contraire à certains préjugés concernant les femmes militaires.
Depuis, le 1er janvier 1981, le régiment est structuré en fonction de son rôle tactique qui consiste à former le noyau d’un quartier général et escadron de transmission (QGET). Un groupe d’ordre réunit les membres de l’état-major hebdomadairement.
La copie officielle de l’insigne héraldique est signée en 1982 par la reine Élisabeth II et reçue par l'unité en ouverture d'année. L’unité jouit d’une notoriété renforcée, ce qui a des effets notables sur la campagne de recrutement qui dépasse toutes les attentes. Cette visibilité permet aux recruteurs de choisir 40 recrues parmi les 170 postulants.
Le régiment remporte encore une fois le trophée Larose au niveau du Québec pour ensuite enlever le titre de meilleure unité de la Réserve des communications qui lui vaut le trophée Mulloch, honneur qui couronne les efforts de tous les militaires du régiment. L'enthousiasme amené par ces récompenses est cependant freiné par un incendie qui éclate au régiment deux mois plus tard. Ayant pour origine un plafonnier au mercure trop isolé, le brasier s'attaque principalement à la bibliothèque en plus de causer de lourds dégâts à cause de l'eau et la fumée. L’équipement et les documents sont entreposés dans des fourgons et la salle des rapports restreinte à l’espace arrière de deux véhicules de type 2 ½ tonnes stationnés devant le manège. Les travaux de réfection débutent quatre mois plus tard, en septembre. Le manège ne sera disponible qu’au mois de novembre, ce qui a pour effet de repousser la parade de changement de commandant au mois d’octobre. L’entraînement automnal est réduit au minimum.
La parade de changement de commandant a lieu au Manège Grande-Allée, le 3 octobre. Le Lieutenant-colonel Sylvain Hénault prend le commandement de l’unité.
Le souper des militaires du rang, qui a lieu le 18 décembre, marque la réouverture du Manège de Beauport, ce qui est l’occasion de plusieurs promotions.
Le régiment continue d’approfondir ses connaissances en matière de procédés opérationnels de campagne en 1983 afin de mieux assimiler le rôle d’un QGET. Une emphase particulière est mise sur le centre de contrôle des transmissions (CCT). Sept membres du régiment se rendent en Europe pour acquérir de nouvelles connaissances qu'ils partageront à leur retour au régiment. Les positions sur les cours étant limitées, les recruteurs doivent choisir 25 recrues parmi les 75 candidatures.
Le dîner de la troupe constitue l'occasion privilégiée de remettre huit promotions à des sous-officiers. Le ministre de la Défense nationale, Jean-Jacques Blais, accepte l’invitation à participer à la cérémonie.
Afin d'augmenter le niveau d'expertise de l’unité, le régiment envoie de nouveau dix de ses membres en Europe en 1984. Les positions sur les cours étant encore réduites, l’unité doit se limiter à seulement 20 recrues sur les 60 appliquants[Quoi ?].
Les entraînements de troupe sont structurés en fonction des différents rôles assumés par un quartier général et escadron de transmission. Au mois d’octobre, l’unité fournit le support en communication sous forme d’un QGET au district numéro 3 du Secteur de l’Est.
Le régiment continue de progresser en 1985 afin d'augmenter sa capacité de support à un quartier général de brigade. De nouveaux équipements font leur apparition tels que l’antenne vixam. La formation en communications a toujours lieu à Longue Pointe. Au terme de la saison estivale, un exercice de concentration de la milice du Secteur de l’Est auquel prend part le régiment constituera un excellent entraînement pour les nouveaux soldats qualifiés qui peuvent déjà utiliser les connaissances acquises durant l’été.
Une porte-ouverte a lieu au mois d’octobre. Plus de 1 100 visiteurs assistent[réf. nécessaire] aux différentes démonstrations qui mettent à l'honneur à la fois le savoir-faire et l’équipement dont disposent les membres du régiment. Monsieur Welch est promu au grade de Colonel honoraire du régiment. Par la même occasion, M. J. Tardif est nommé Lieutenant-colonel honoraire.
L’unité reçoit, une fois de plus, le trophée Larose dédié à la meilleure unité des communications du Secteur de l’Est. L’année se termine avec le traditionnel dîner de la troupe.
Au début janvier 1986, l’Adjudant-chef William Cooper lègue sa canne au régiment. Celle-ci sert dorénavant de canne régimentaire du sergent-major à l’occasion de la passation des pouvoirs à ce niveau. Le régiment a aussi acquis l’épée de l’ancien commandant de l’unité, le Lieutenant-colonel J.E.W. Beaumont, qui officie à cette position de 1936 à 1947. Offerte par sa fille, Claire Beaumont, cette arme, signée Édouard VII, devient l’épée du commandant de l’unité.
L’unité remporte le trophée Larose pour une autre année. Le maire de Beauport, Jacques Langlois, participe à plusieurs activités du régiment tels les portes ouvertes, mess dinner et le Droit de cité, acquis par le régiment au mois de mai. 
Le régiment de Beauport doit surmonter un nouveau défi. En effet, l’École des communications de Longue-Pointe fermant ses portes pour année, le régiment doit préparer un programme local pour former ses 40 nouveaux membres. En plus des différents cours d’été conduits par le régiment, l’unité supporte encore une fois de plus l’exercice de concentration de la milice du Secteur de l’Est.
Le Colonel honoraire, Louis Duclos, termine son mandat. La principale raison de sa nomination aura été de faire approuver le changement de statut de l’unité vers celui de régiment. Monsieur Welch est promu au grade de Colonel Honoraire du régiment. Par la même occasion, Jean-Paul Tardif est nommé Lieutenant-colonel honoraire. Une parade de changement de commandant a lieu où le Lieutenant-colonel Sylvain Hénault est remplacé par le Lieutenant-colonel Michel Michaud.
Le dîner de la troupe a encore lieu en fin d'année. Conformément à la tradition, le service est effectué par les officiers et sous-officiers du régiment.
En 1987, le Lieutenant-gouverneur du Québec Gilles Lamontagne, accueille les honoraires, les officiers du régiment et le sergent-major à sa résidence. Cette cérémonie conviviale est l'occasion, pour le Major J. Leclerc, de recevoir la décoration canadienne. Sept remises de commission d’officier seront également remise lors du même événement. Le Caporal C. Drolet est affecté en Allemagne pour une durée de six mois. Les connaissances acquises lors de son séjour pourront être transmises au reste de la troupe. L’exercice Jupiter Onager a pour but de créer un lien de communication entre toutes les unités de la Réserve des communications au Canada créant ainsi un lien RADD passant par toutes les provinces canadiennes. L’expérience se répétera deux fois dans l’année.
L’inauguration de l’hôtel de ville de Beauport donne l’occasion à l'unité d’exercer son Droit de cité. Au cours de la cérémonie, la ville de Beauport remet son drapeau au régiment. À la fin du mois de juillet, l’unité assure le support en communication à l’exercice de concentration de la milice appelé Milcon 87. L’exercice, s'articulant au niveau de brigade, voit l’unité fournir des communications HF et VHF aux autres unités du SQFT.
Au début août se déroule l’exercice Indigo Hermès qui a pour but de réunir les trois unités des communications du Secteur de l’est et de les entraîner plus spécifiquement à supporter les besoins d’une brigade avec l’expertise de quelques mentors de la Force régulière. Les connaissances acquises seront profitables aux 75 membres du régiment qui participent à l’exercice.
Le 2 septembre, une tragédie touche l’état-major du régiment qui apprend le décès du Lieutenant-colonel honoraire Jean-Paul Tardif. Au mois d’octobre, le régiment accueille un nouveau lieutenant-colonel honoraire, Desmont Hallisey.
Le mois de novembre est marqué par la remise d'une décoration canadienne au Sergent C. Simard. Au mois de décembre, en plus du traditionnel dîner de la troupe, le régiment organise une Fête des enfants. L’événement a un franc succès, surtout au moment où Père Noël comble le cœur des petits par la distribution de ses cadeaux.
La parade de changement de commandant a lieu le 5 juin 1988. Le lieutenant-colonel Daniel Hardy prend la tête du régiment remplaçant le lieutenant-colonel Michel Michaud. Au mois d'août, deux membres du régiment partent pour une mission avec les Nations unies en Irak et en Iran (UNIIMOG), le caporal Émile Guimond (Iran) et l'adjudant Michel Joncas (Irak). L’unité intègre l’utilisation des ordinateurs dans les tâches administratives. Les documents officiels sont maintenant écrits sur support informatique plutôt que sur la traditionnelle machine à écrire. 
L’École des communications de Longue-Pointe accueille 15 candidats du régiment qui suivront leurs qualifications au cours de l’été.
Les trois objectifs principaux de l’année 1989 sont la restructuration opérationnelle, le recrutement et l’instruction individuelle. La parade de changement de sergent-major a lieu en janvier. L’adjudant-chef J.Y. Brière lègue alors ses pouvoirs à l’adjudant-chef D. Lepage, après 21 années de service dans la Réserve.
Le commandant du 71e groupe des communications inaugure la « compétition Jimmy », le 6 octobre 1989. Cette rencontre a pour but de resserrer les liens entre les trois unités du groupe. Différentes épreuves sont soumises aux participants, ayant toutes un lien avec la branche des communications comme, par exemple, la mise en place un détachement radio, l’application de la loi 0hm, la pose de lignes ainsi qu’une course à obstacles. L’activité se déroule dans une atmosphère de camaraderie malgré la compétition entre les équipes, chacune évaluant les habiletés et techniques des autres afin de s’améliorer et de retirer le maximum d’expérience de cette compétition.
Une journée sportive est organisée en 1990 au Village des sports, à Valcartier. L’unité reçoit une fois de plus, le trophée Larose des mains du commandant du groupe, le général Batt.
À la fin de l'année, 52 recrues du régiment graduent de l’École des communications, à Longue-Pointe. Suivant la tradition, les deux plus jeunes soldats de l’unité sont nommés commandant et sergent major d’un jour à l’occasion du dîner de la troupe qui a toujours lieu dans la période des Fêtes. À cette occasion, les membres du régiment ont remis un montant de 1 600,00 $ à la Ferme de l’espoir.
L’exercice Jupier Hibou 1/91 a lieu en janvier 1991, visant principalement à familiariser le personnel aux opérations de communication en campagne par temps froid. Les troupes bénéficient de plusieurs opportunités d'entraînement permettant de consolider leur apprentissage des opérations de communication en campagne.
Le régiment remporte encore une fois le trophée Larose en plus de se classer au 3e rang au niveau national.
Un changement de colonel et lieutenant-colonel honoraire a lieu au mois de novembre. Les nouveaux nommés sont le Colonel honoraire René Paquet et le Lieutenant-colonel honoraire Jacques Paré.
Le major J.G. Lévesque instaure une nouvelle tradition : le Tournoi de l’oie. Avant le dîner de la troupe, une partie de ballon-balai ou de hockey cosom est disputée entre les officiers et les sous-officiers. Une oie est empaillée pour faire deux trophées, un présentant la tête de l'oie et l'autre, le derrière de l’oiseau, les gagnants de la partie ayant droit à la tête dans leur mess et les perdants ayant l'obligation d'afficher le derrière. L’activité est suivie d’un tournoi amical de hockey cosom pour la troupe et le souper qui s'ensuit où les officiers et sous-officiers se chargent du service, conformément à la tradition.
L’unité s'active à un exercice hivernal à la mi-février 1992. Le Lieutenant-colonel Leclerc est remplacé par le Major G.J. Lévesque qui devient le commandant du régiment. Le jeudi 27 août, en conférence de presse, le ministre de la Défense nationale, Marcel Massé, annonce qu’un nouveau manège sera construit à Beauport au montant de dix millions de dollars. Cet édifice pourra accueillir plus de 200 militaires.
Un exercice a lieu à la mi-novembre où l’accent est principalement mis sur le déploiement éloigné des détachements.
Une équipe de hockey cosom est créée par le Caporal-chef M. Forest et quelques autres membres qui désirent en faire partie.
Le Tournoi de l’oie, qui en est à sa deuxième année de présentation, a lieu autour d'une épreuve de ballon-balai. Les sous-officiers remportent encore une fois l'épreuve. Le dîner de la troupe a lieu par la suite, où les officiers et sous-officiers se prêtent volontaires pour le service aux tables des membres en remerciement de leurs efforts durant de l’année d’entraînement. Encore une fois, l'honneur d’être commandant et sergent-major d’un jour est donné aux deux plus jeunes soldats de l’unité.
En 1993, les trois grands objectifs de l’année sont l’élaboration d’un programme de formation du personnel en informatiques, la mise sur pied de l’informatisation de toutes les composantes du régiment et la relocalisation des escadrons soutien et radio. Un premier cours sur l’informatique est offert aux membres en janvier. Il s'agit, en fait, d'une initiation aux équipements informatiques. Le personnel apprend à résoudre les problèmes de base et commence l’apprentissage de Windows.
Le régiment tient un tournoi de badminton. Un trophée est remis à l’équipe victorieuse.
Le projet du nouveau manège évolue. Plusieurs articles de journaux[Lesquels ?] annoncent les 10 millions prévus dans le budget fédéral pour investir dans ce projet majeur d'infrastructure. Quelques mois plus tard, les Libéraux enlèvent le pouvoir aux Conservateurs et le projet d’un manège est écarté des priorités du gouvernement fédéral. Le régiment continuera donc d'utiliser le vieux Manège militaire de Beauport comme principale bâtisse.
Au début du mois d’août, plusieurs membres du régiment participent à l’exercice Noble Lion qui prend la place de l’ancien Milcon et réunit toutes les unités de milice du Secteur de l’Est sur la base militaire de Gagetown. L’unité supportera les brigades afin de les doter de moyens de communication.
Le premier octobre marque le début des festivités pour le 15e anniversaire du régiment qui se déroulent sur trois jours. Un souper régimentaire incluant les anciens et les nouveaux membres du régiment a lieu lors du premier soir. Une porte-ouverte a lieu le lendemain afin de démontrer les capacités et les équipements du régiment à la population civile. La dernière journée, le régiment convie la population à une messe commémorative à l’église de la Nativité de Beauport. Après la messe, le régiment exerce son Droit de cité et parade dans la ville avec les armes.
Le Tournoi de l’oie met en compétition les officiers et les sous-officiers dans un match de ballon-balai. Les sous-officiers gagnent. Un tournoi de volley-ball est organisé pour les membres suivi du traditionnel dîner.
Des cours d’informatique sont donnés au personnel à raison d'une demi-journée par saison en 1994. Plusieurs exercices ont lieu durant l’année afin d'entraîner les membres à supporter les unités en campagne.
L’unité participe à l’exercice Jade Hermès, un exercice CRTTZ. L’objectif est d’utiliser des moyens de communication HF cryptographiées pour le texte et la voix. En avril, le régiment termine l’opération Kigali, une récolte de vêtements et souliers d’enfants destinés aux orphelinats où œuvrent les militaires à Kigali, au Rwanda.
La plus grande partie des effectifs du régiment vont à l’École des communications de Longue-Pointe pour la période estivale afin de donner ou recevoir de l’instruction sur les communications. L’exercice Noble Lion réunit la plupart des membres du régiment à la base militaire de Gagetown avec les réservistes du SQFT. Tous mettent en pratique les connaissances apprises durant l’été et essaient de se familiariser avec le mode de fonctionnement et les besoins d’une brigade. À l’automne, plusieurs formations et conférences sont données par des vétérans aux officiers et aux sous-officiers sur les missions et opérations de la Force régulière ainsi que sur l’entraînement des troupes.
Un exercice sur le système Iris a lieu également en novembre. Les troupes déploient des détachements en campagne afin d’assurer le relais des communications.
Les sous-officiers gagnent encore une fois la tête de l’oie dans un tournoi de ballon-balai. 
En 1995, douze réservistes du régiment comblent des postes à temps plein au sein des troupes du QGET de la 5e brigade. L'exercice Inclément Hibou a lieu à la fin janvier. Le scénario de guerre hivernale proposé divise le régiment en deux équipes adverses. Plusieurs NIACS (épreuves de normes d'aptitudes au combat) sont intégrées dans cet exercice telles que la libération d'un prisonnier, connaissance appliquée de la topographie pour aller chercher les munitions, etc. Un exercice a également lieu, le mois suivant, dans le but d’améliorer la rapidité des déploiements de détachement et de QG ainsi que pour approfondir les connaissances des membres sur les façons d’assurer le bon fonctionnement des communications. Un autre exercice a lieu en mars afin de corriger les lacunes du premier exercice et de confirmer l’apprentissage des membres.
Les cours d’informatique ont toujours lieu afin que les membres soient habilités à utiliser le maximum des ressources d'un ordinateur.
Le régiment fête ses 75 ans d’existence. Plusieurs invités se joignent aux membres actuels ainsi qu'aux anciens lors d'une soirée spéciale visant à souligner l'événement. L’occasion est aussi marquée par le changement de commandant, le Major Lévesque quittant le commandement pour le céder au Major Bélanger.
Un exercice spécial pour les poseurs de ligne, nommé Bon Monteur, est organisé à la base de Valcartier on l'on retrouve toutes les pratiques communes au travail de ces spécialistes.
Le 10 décembre marque la fermeture officielle du centre des messages du 713e Régiment des communications. Le métier de téléimprimeur est maintenant désuet, les militaires occupant ce métier étant devenus opérateurs de transmission.
En 1996 est organisée une cérémonie de changement de lieutenant-colonel honoraire où Mme France-Carole Deschamps est nommée à ce titre prestigieux pour son implication dans la ville de Beauport. Sont alors dévoilées des photos des anciens commandants et sergent-majors. La recherche a été effectuée par l’ancien l’adjudant-maitre Raymond Auger, historien et membre de l’Association du 713e régiment des communications qui meurt l'année suivante. Le Lieutenant-colonel Y. St Pierre, commandant du 71e Groupe des communications accueille le nouveau colonel honoraire lors de la parade du 17 septembre.
Un exercice de guerre hivernale a lieu à la fin du mois de janvier. Sous la pluie, le grésil et la neige, les troupes font le maximum d’efforts pour accomplir leurs missions. Le commandant décide toutefois d’interrompre l’exercice pour une nuit, étant donné les trop fortes possibilités d'ennuis mécaniques au niveau des véhicules motorisés amenées par des conditions climatiques défavorables. Le régiment se déploie dans les secteurs de Valcartier pour un exercice de campagne, au mois de mars. L’exercice régimentaire a pour but de pratiquer les techniques de déploiement des détachements et de gestion de réseau.
Le 2 mai, le régiment reçoit la visite du Colonel Bender, directeur de l’orientation des opérations et de la gestion de l’information. Le régiment participe à l'exercice Noble Lion à la fin août. Tous les métiers de la réserve du SQFT se retrouvent pour cet exercice de brigade ou chacun met en pratique les connaissances acquises durant les cours d’été.
Un exercice formateur a lieu le mois suivant. Les plus jeunes soldats sont instruits sur les procédures de voix à utiliser sur un réseau radio VHF alors que les opérateurs expérimentés révisent les radios 106 (radio HF longue portée) et les poseurs de lignes s'exercent à escalader les poteaux disposés à l’arrière du manège spécialement pour eux.
Le régiment tient un exercice pratique en déployant plusieurs détachements dans la région de Québec et en faisant des liens longue portée en collaboration avec le 714e Escadron des communications (Sherbrooke) et le 712e Escadron des communications (Montréal) qui entraînent leurs unités dans leur région respective.
Le Lieutenant-colonel honoraire France-Carole Deschamps invite le Général A. Forant, commandant du SQFT, à visiter le Manège militaire de Beauport. Un dîner a lieu au Manoir Montmorency avec les commandants et sergent-majors du groupe et du régiment, le général A. Forant et son sergent-major, le Colonel-honoraire Paquet et le Lieutenant-colonel Deschamps ainsi que Sylvain Hénault, ancien commandant du régiment et représentant de l’association du 713e Régiment des communications. Le général promet de faire en sorte d’agir dans le dossier du Manège de Beauport et de la deuxième bâtisse située à Saint-Malo, à 12 km du manège.
À l'approche des Fêtes, la compétition de ballon-balai n’ayant pas pu avoir lieu à cause d’un manque d’officiers présents, le mess des sergents et adjudants conserve donc le trophée de la tête de l’oie. Les troupes sont réparties en six équipes pour un tournoi de hockey cosom au Pavillon des sports de l’université Laval. En après-midi, des jeux d’improvisation sont organisés puis les officiers et sous-officiers supérieurs servent la troupe pour le dîner de Noël. À la fin du souper, les Caporaux St-Pierre, Thomassin, Harvey et Vézina ainsi que le Soldat Thomassin offrent un spectacle de musique avec leur groupe qui anime une soirée dansante après le souper. Le commandant d’un jour est le Soldat K. Coté et le Soldat Thomassin est nommé Sergent-major d’un jour, cet honneur revenant aux deux plus jeunes membres de l’unité.
L’exercice de pratique de guerre hivernale a lieu à la fin janvier 1997. Le brigadier-général Curley participe à cet exercice avec les troupes. Le Caporal-chef J.F. Riverin gagne le trophée du commandant, remis au meilleur caporal-chef de l’année. Le caporal Daigneault reçoit le trophée du SMR pour le meilleur caporal lors de la parade du commandant.
Un entraînement de troupe sur les communications HF a lieu en novembre avec pour mission d’établir un lien de communication entre les deux rives du fleuve, de La Malbaie à Kamouraska. Les troupes se déploient au lac Saint-Jean pour l’exercice Iridium Hermès. L’unité effectue un rappel d’urgence afin de vérifier la rapidité de ses troupes à répondre à l’appel dans un court délai en cas de besoin. Une journée sportive clôture l’année, suivi du traditionnel dîner de la troupe.
La période du 4 et le 10 janvier 1998 demeure mémorable pour les Québécois de l'ouest de la province alors que trois tempêtes successives préparent ce qui sera considéré comme étant le pire désastre naturel de l'histoire du Canada et qui marquera la mémoire collective sous l’appellation de « Crise du verglas ». Au cours de cet événement, plus de 100 mm de pluie verglaçante se sont abattus sur la ville de Montréal et ses environs, phénomène jamais vu encore dans l’histoire du pays. L'accumulation de la glace finit par faire tomber les lignes électriques, affectant la vie de plus de 100 000 personnes. En plus des lignes électriques, plusieurs câbles téléphoniques deviennent hors d'usage, forçant les autorités à décréter l’état d’urgence. Les Forces canadiennes lancent alors l’opération Récupération qui mettra à contribution plus de 16 000 de ses membres, ce qui constituait le plus grand déploiement jamais vu en temps de paix. Tous les volontaires du régiment désireux de participer à cette mission ont été envoyés dans la région affectée pour venir en aide à la population, articulant principalement les communications radios.
En 1999, l'arrivée du « Système National d’Information, de Commandement et de Contrôle » (SNICC) change la vocation de l’unité, qui était jusqu’alors axée sur les communications tactiques. Les nouveaux systèmes permettent à l’unité de communiquer en voix et en données sur de longues distances et les premiers systèmes satellites voient leur apparition.
L’exercice de guerre hivernale a lieu simultanément avec un exercice de communication HF.
Le changement de commandant a lieu le 26 septembre. Le Capitaine D. Boucher remplace le Major H. Bélanger en tant que commandant de l’unité. Plusieurs membres de l'unité participent à l'opération Abacus visant à fournir des communications au cas où, au tournant de l'an 2000, tous les systèmes de communications civils soit inutilisables. Heureusement, à minuit le premier janvier, aucun bogue ne fut rapporté.
Le dîner de la troupe a eu lieu le 18 décembre.

### 2000 à 2009
Pour le secteur des transmissions, le nouveau millénaire est marqué par l’arrivée du système Iris dans les Forces canadiennes.
L’implantation, en 2001 - 2002, du « Système tactique de commandement, de contrôle et de communications » (STCCC ou TCCCS, dit « TIX » en anglais) oblige les opérateurs à se sur-spécialiser sur certains systèmes tout en maintenant un degré d'expertise élevé sur les communications tactiques.
Les missions d'Afghanistan commencent. Le régiment déploie plusieurs membres volontaires au cours des neuf années de cette mission.
L'exercice Longue portée a lieu dans la région de Québec, du 16 au 18 avril, impliquant cinq détachements déployés avec des radios portatifs AN/PRC-138 avec NVIS.
Le sommet des Amériques a également lieu en avril 2001. Les membres du régiment travaillent à l'intérieur du périmètre de sécurité pour assurer l'efficacité des transmissions et la protection des locaux. Plusieurs détachements de communication HF sont aussi déployés dans la région de Québec.
Plusieurs membres du régiment participent en 2002 à des formations professionnelles sur le système Iris. Plusieurs exercices axés sur les nouveaux systèmes de communication ont lieu durant l’année.
L’exercice Noble Lion a lieu au mois d’août et se déroule encore sur un principe de guerre symétrique où l'ennemi est encore apparenté au Bloc de l'Est. La guerre symétrique oppose deux forces bien définies qui s'affrontent directement comparativement à la guerre asymétrique où l'ennemi est un insurgé qui attaque par incidents isolés. Cet exercice visant à simuler une opération s’articule au niveau de brigade et rassemble toutes les unités de réserve du Secteur du Québec de la Force terrestre. Les unités des transmissions sont responsables de fournir des moyens de communication fiables et de maintenir les postes de commandement au quartier général des 34e et 35e Groupe-brigades du Canada. Le régiment prend connaissance des besoins immenses d’une brigade en opérations et incorpore désormais ces apprentissages dans le plan d’entraînement.
Dans le cadre d'une activité de cohésion, une aventure à « haut risque » a lieu au début du mois de septembre. L’activité choisie est le canoë-camping. Cette épreuve d’une durée de trois jours aura pour but de promouvoir l’aventure et la condition physique tout en créant des liens entre les membres qui ont manifesté leur appréciation pour la qualité de cette initiative. Les poseurs de ligne de l’unité s’entraînent avec leurs confrères de la Force régulière au quartier général et escadron de transmission de la 5e brigade afin de se familiariser avec les nouveaux équipements dorénavant utilisés.
À la fin de l’année, l’activité Fort Beauport, calquée sur le concept du le jeu télévisé Fort Boyard, a lieu en marge du dîner de Noël, proposant diverses épreuves qui obligera les participants à rivaliser d'adresse.
Plusieurs exercices collectifs sur le système Iris ont lieu en 2003. Un groupe de vingt-cinq signaleurs traverse le Canada à bicyclette à partir de la Colombie-Britannique jusqu’en Nouvelle-Écosse pour le lancement de l’événement Mercury Trek qui a pour but de souligner le centenaire de la branche des communications. L’unité a participé à l’accueil des cyclistes du 5 au 10 juin, lors de leur passage à Québec.
Une compétition sportive hivernale a lieu au Camping municipal de Beauport dans le but de promouvoir l’activité physique et de resserrer les liens entre les membres du régiment. Les participants s'activent à réaliser des performances au soccer sur neige, au souque à la corde et à la course de toboggans en raquettes.
Au mois de mai, afin de couronner l’année d’entraînement, le commandant du groupe instaure la Fin de semaine du commandant afin que les trois unités du 71e Groupe des communications se rapprochent et créent des liens durables. Les membres du 712e Escadron des communications, du 713e Régiment des communications et du 714e Escadron des communications sont donc regroupés pour ensuite être divisés en équipes pour accomplir une série d’épreuves relatives aux communications. Au terme, les 65 membres des trois unités socialisent.
Le changement de commandant a lieu au mois de septembre où le Capitaine Michel Verville cède le commandement de l’unité au Major Éric Thomassin-Lacroix. Le mois de septembre marque également le 25e anniversaire du régiment. Un cocktail dinatoire a lieu et, pour l’espace d’une soirée, on ne tient pas compte des grades respectifs dans ses relations sociales. Les membres apprécient le fait de parler sans contraintes protocolaires aux officiers, aux sous-officiers supérieurs ainsi qu’à leurs coéquipiers qui meublent le quotidien à l’unité.
L’année se termine avec un tournoi de hockey cosom à Valcartier suivi du traditionnel dîner de la troupe.
L’année 2004 est particulièrement marquée par le déploiement des membres du régiment pour des missions à l’étranger. En effet, 11 volontaires sont envoyés en Afghanistan pour l’opération Athéna. Les opérations Bronze, en ex-Yougoslavie et Danaca au Golan, ont également impliqué des volontaires du régiment.
Le succès de la compétition sportive hivernale de l’année précédente impose le renouvellement de l'expérience qui a lieu encore une fois au camping Beauport. La Fin de semaine du commandant est également de retour en 2004, invitant les membres des trois unités du groupe s'affronter dans cette compétition amicale axée sur les communications.
L’exercice Noble Guerrier 04 termine la saison estivale d'instruction individuelle, au mois d'août, remplaçant ainsi l’exercice Noble Lion des années précédentes. Cette fois, le scénario se développe autour d'une simulation d’opérations axée sur la guerre asymétrique. Les membres de l’unité supportent les 34e et 35e Groupe-brigades du Canada lors de l’exercice en générant les communications des postes de commandement aux unités et quartiers généraux des brigades.
Le régiment est de plus en plus sollicité pour effectuer des tâches de support pour les exercices des unités du 35e Groupe-brigade du Canada. Plusieurs membres sont envoyés pour intégrer les communications aux métiers de combat.
La fin de l’année 2004 est soulignée par le retour des membres du régiment de leur mission en Afghanistan. L'expérience acquise lors de la mission profite beaucoup au régiment qui accentue son entraînement en fonction des réalités de la guerre asymétrique.
Plusieurs autres volontaires sont envoyés en mission en 2005. L’unité participe à sept missions dans différents pays envoyant quelques membres pour les opérations Alert (Canada), Archer (Kaboul), Boréas (Bosnie), Boréas 2 (Bosnie), Bronze (Bosnie), Danaca (Golan) et Mercury Surge (Kingston).
La compétition sportive hivernale en est à sa troisième édition, toujours dans le but de promouvoir l’activité physique et favoriser les relations sociales entre les membres de l’unité. La compétition militaire de niveau national Skills at arm est organisée par la Réserve des communications. La compétition amicale regroupe des épreuves touchant tous les métiers que l'on retrouve dans les unités des transmissions.
Le 17 avril est ouvert le centre de formation du 713e Régiment des communications. La nouvelle bâtisse est située sur le boulevard Sainte-Anne, près du manège et comporte assez d’espace pour entreposer tous les véhicules que possède le régiment. Le centre de formation comporte aussi le quartier maître et trois salles de classe afin de donner des leçons et des formations aux membres du régiment. L’entraînement est surtout axé sur le montage et le démontage de détachement au niveau de troupe. Des détachements de poste de commandement et des détachements de postes de retransmission automatique sont montés, utilisés, testés puis démontés afin que les troupes s'exercent sur ces tâches et les nouveaux équipements numériques.
Les liens et la visibilité du 713 R Comm avec les organisations extérieures, dont le 35 GBC, sont renforcés par la participation active du personnel du régiment à de nombreuses activités de support, à des congrès et des exercices. Ainsi, quatre membres de l’unité participent à Pèlerin valeureux, un exercice qui se tient dans les installations du camp Shelby (en) (Mississippi) durant les vacances des Fêtes et orchestré par le 35 GBC qui tient, de cette façon, à profiter de la disponibilité des réservistes étudiants dans cette période. La possibilité de s'entraîner dans le sud des États-Unis, en plein mois de janvier, suscite l’enthousiasme des réservistes qui répondent par une participation nourrie.
En 2005, le 713 R COMM aura donné suite à plus de 40 requêtes de support et tâches auprès de différentes unités. Le haut standard de qualité et l’excellence du moral des troupes ont fait en sorte de diffuser une image professionnelle de l'unité au sein du 71e Groupe des communications et de la Réserve des communications.
La cellule instruction de l’unité a, quant à elle, été agrandie afin de pourvoir efficacement aux nombreuses formations requises par le personnel. L’unité a d’ailleurs débuté la formation de signaleurs régimentaires du 35 GBC en offrant un cours de communicateurs à l’automne 2005. La cellule instruction a, entre autres, pour tâche de préparer le cours de guerre hivernale, les différents cours de chauffeurs (VSLR et Milcots), le cours de communicateur à la brigade ainsi que le cours de QEL-T.
L’année se termine avec le traditionnel dîner de la troupe ainsi que le tournoi de hockey cosom.
En Afghanistan, l'implantation de postes de commandement numériques, en 2006, donne une nouvelle orientation au métier des communications. Les missions se poursuivent et d’autres volontaires se joignent aux membres déjà déployés. L’année 2006 a permis au 713e Régiment des communications (Beauport) de concentrer ses énergies sur la formation de son personnel et le développement professionnel des membres de l’unité. L’effort de recrutement a permis la venue de 14 recrues ayant tous participé au cours de base à Shilo (Manitoba) lors de l’été 2006. Lors de cette même année, l’unité a vu son effectif diminuer quelque peu à la suite surtout d'un transfert massif de ses membres (18 personnes au total) vers la Force régulière, faisant ainsi passer l’effectif de 145 à 126 personnes. La qualité du personnel cadre de l’unité et les nouvelles infrastructures facilite la supervision et l’entraînement des membres du régiment.
Les liens du 713 R COMM avec les organisations extérieures se poursuivent par l'implication de l’unité à donner la formation de signaleur régimentaire au 35e Groupe-brigade du Canada. De plus, plusieurs membres du personnel répondent à de nombreuses requêtes en support, congrès et exercices faisant ainsi accroître la visibilité de notre unité au sein de la brigade ou de la Force régulière. Des membres de l'unité participent, par exemple, à des missions outre-mer en support à la Force régulière, démontrant ainsi la capacité du 713 R COMM à supporter des missions d’envergure.
L'unité vit en 2007 un changement de commandant qui voit maintenant le capitaine Claude Ouellet prendre la tête de l’unité, remplaçant le major Éric Thomassin-Lacroix en tant que commandant. Des volontaires sont de nouveau déployés pour la mission en Afghanistan. Les connaissances acquises par les membres lors de ces missions sont inestimables et aident grandement à consolider l'entraînement.
L’année 2007 a permis au 713e R Comm de concentrer ses énergies sur la formation et le développement professionnel de son personnel à l’unité. L’effort de recrutement a permis l'adhésion de sept nouvelles recrues. En 2007, l’unité a vu son effectif diminuer sensiblement à la suite de libérations massives de 22 de ses membres vers la vie civile, faisant ainsi baisser l’effectif de 111 à 89 personnes.
L’exercice Noble Guerrier 07 se tient de nouveau au Camp Shelby dans les premiers jours de janvier. L’unité supporte à nouveau les 34e et 35e brigades dans le nouveau concept de guerre asymétrique. Les postes de commandement et les quartiers généraux deviennent statiques plutôt que mobiles et la guerre contre les insurgés et les kamikazes meuble le scénario d'entraînement impliquant de véritables Afghans engagés comme acteurs pour donner au scénario le maximum de réalisme possible. On assiste aux premiers balbutiements de la numérisation lors de cet exercice d'importance qui jouira d'une couverture médiatique d'importance nationale, ici au pays comme aux États-Unis où des reportages sont diffusés sur la chaîne NBC.
La Réserve des communications est démantelée le 15 avril 2008 ; l’unité reste sous le 71e Groupe des communications mais fera dorénavant partie du Secteur du Québec de la Force terrestre (SQFT).
L'exercice Noble Guerrier 2008 constitue la troisième présence des réservistes québécois au Mississippi. Le secteur des transmissions retient particulièrement l'attention par la mise en œuvre de ses effectifs technologiques. L'édition de l'année 2008 fut, en effet, le premier exercice de réserve à voir les postes de commandement numériques, ce qui laisse une forte impression sur l'état-major de la Réserve. Le régiment supporta les 34e et 35e Groupe-brigades du Canada dans cet exercice mémorable où il vola littéralement la vedette par l'efficacité stupéfiante des équipements numériques de transmission des informations. Pour Noble Guerrier, les postes de commandement et les quartiers généraux statiques se raffinent dans leur fonctionnalité. Plusieurs nouveaux équipements numériques seront utilisés pour la première fois par les membres des 34e et 35e brigades. Les signaleurs et les poseurs de lignes installent des écrans tactiles géants ainsi que des ordinateurs portables de champs. Des logiciels de planification d’opération et de cartes sont également utilisés sur des écrans géants, ce qui constitue une première pour les unités de réserve qui peuvent maintenant reproduire la réalité appliquée depuis 2006 dans les opérations en Afghanistan.
L’exercice Réaction royale a lieu au mois de mai, simulant une urgence nationale où les unités doivent exécuter un déploiement rapide de troupes dans un délai minimum. Les membres du régiment répondent à l’appel en grande majorité mais doivent faire face aux imbroglios prévus par le scénario qui impose, entre autres, cette préparation précipitée de dernière minute.
Un changement de commandant a également lieu au mois de mai qui voit le Major Érick Buzzanga quitter le quartier général du 35e Groupe-brigade du Canada pour prendre le commandement du régiment.
Le groupe organise l’exercice Impérial Hermès, à Valcartier. Il s'agit d'un exercice de poste de commandement dans le centre de simulation Janus. L’emphase est mise sur les officiers et le commandement pour s'exercer aux différents types de comptes rendus et faciliter la prise de décisions selon le scénario fictif d'une manifestation dans la région de Montréal.
On assiste à l’arrivée du test TAPFT (test d’aptitude physique de la Force terrestre), une marche forcée de 13 kilomètres où le militaire doit revêtir son équipement complet (incluant le fusil C-7) auquel il ajoute un poids de 35 livres. Communément appelé le 13 kilomètres dans les unités, cette épreuve force le régiment à faire plusieurs pratiques à l’automne afin que les membres puissent avoir des meilleures chances de réussite.
Plusieurs rencontres sont tenues au sujet de la numérisation afin de permettre au régiment d’atteindre le niveau de la Force régulière dans l'utilisation des nouvelles technologies. Les membres revenus d'Afghanistan offrent leur aide afin de cibler les priorités et les besoins du régiment autant en matière d’équipement qu’en formation spécifique.
Le mois de novembre laisse place à deux exercices de préparation en vue du prochain Noble Guerrier. La troupe s’entraîne sur le déploiement de postes de retransmission automatique ainsi que la planification et le maintien d’un quartier général.
La tête de l’oie, trophée de l'équipe victorieuse du Tournoi de l'oie, retourne au mess des sergents et adjudants à la suite de leur victoire au hockey contre les officiers du régiment. L’année se termine une fois de plus par le traditionnel dîner de la troupe et tournoi de hockey cosom.
De nouveaux membres s’ajoutent aux volontaires pour les missions outre-mer, particulièrement celle de l’Afghanistan.
Dans son désir de progression en numérisation, le régiment soumet plusieurs requêtes de matériel en 2009 afin de pouvoir perfectionner ses membres dans l'utilisation des nouvelles technologies. Des écrans tactiles, des serveurs et des ordinateurs tactiques sont devenus parties intégrantes de l'équipement régulier et de l'entraînement des membres afin de les préparer aux nouvelles réalités des opérations.
L’exercice Noble Guerrier 09 a lieu en janvier pour la troisième année consécutive. L’amélioration des équipements donne déjà des effets spectaculaires et les communications épatent par la finesse de sa technologie qui est soulignée par le haut commandement et l'objet d'articles dans diverses publications.
La numérisation tient une place importante dans la nouvelle mission du régiment qui est de supporter les 34e et 35e Groupe-brigades dans leurs exercices. Au terme des succès du régiment au Mississippi, l’unité se donne le mandat de rester au diapason des technologies utilisées par leurs partenaires de la Force régulière.
Le régiment crée son site internet officiel comprenant trois volets : recrutement, information aux membres et visibilité du régiment. Le site est mis à jour quotidiennement rendant disponible l’information concernant les activités, exercices et photos pour tous.
Un exercice VHF[Quoi ?] a lieu en milieu urbain, dans la région de Québec, visant à tester l'efficacité des équipements sur la portée dans la Vieille Capitale en repérant certains points en hauteur pour l'installation de postes de retransmission.
Le tournoi de l'oie est déclaré « non officiel » à cause d'un manque d'effectifs du côté des officiers. Quelques sergents se joignent à l'équipe des officiers et un match amical est disputé. La tête de l'oie reste donc aux mains des sous-officiers. La troupe fait un tournoi de hockey cosom par la suite et la journée se termine avec le traditionnel dîner de la troupe.
L'équipement demandé se fait toujours attendre en 2010. Plusieurs membres s'activent à suivre des formations professionnelles sur les équipements numériques et les logiciels de la Défense nationale.
L'année 2010 débute par un drame d'une ampleur peu commune alors qu'Haïti est frappé par un tremblement de terre dévastateur. La capitale, Port-au-Prince, est lourdement affectée. Plusieurs membres de l'unité se portent volontaires pour venir en aide à la population et seront déployés afin de prêter main-forte à cette mission d'ordre humanitaire.